# Cinétographie Laban
Pour les articles homonymes, voir notation et Laban.
La cinétographie Laban est un système de notation du mouvement des corps humains publié en 1928 par le danseur, chorégraphe et pédagogue hongrois Rudolf Laban (1879-1958).
C'est l'une des principales inventions de Rudolf Laban visant à doter la danse d'outils scientifiques. Il développera également la choreutique (harmonie du corps dans l'espace) et l'eukinétique (étude de la dynamique du mouvement), disciplines plus largement rassemblées aujourd'hui sous le nom de Laban Movement Analysis.
Depuis 1959, la cinétographie Laban est coordonnée au sein d’une organisation internationale à but non lucratif, l'International Council of Kinetography Laban (ICKL), qui assure la cohérence des usages à l’œuvre dans différents contextes, valide officiellement les principes grammaticaux du système et organise des échanges entre spécialistes.

## Présentation générale
Les principaux contributeurs au développement de la cinétographie sont Albrecht Knust, en Allemagne, puis Ann Hutchinson Guest, en Angleterre et aux États-Unis. La notatrice hongroise Maria Szentpál et la notatrice anglaise Valerie Preston-Dunlop ont également grandement participé à son rayonnement.
À sa publication, ce système est appelé Kinetographie Laban. En 1930 est publiée la première traduction anglaise et française de Schrifttanz, intitulée La Danse écrite en français, et Script Dancing en anglais. Le système y est appelé « cinétographie Laban » en français, et « the Laban system of Kinetography » en anglais.
Plus tard, dans les pays anglophones, le nom de Labanotation se répand, sous l'influence d'Ann Hutchinson, grâce notamment à ses nombreuses publications,.
L'impossibilité de communiquer entre spécialistes pendant la seconde guerre mondiale a conduit au développement de deux courants ayant chacun quelques règles spécifiques malgré des principes fondamentaux communs : le courant « Kin » (pour « Kinetography »), plutôt européen à l'origine, et le courant « Lab » (écrit aussi « LN », pour « Labanotation », dans de nombreuses publications), plutôt anglo-saxon. Des règles spécifiques ont aussi vu le jour en Hongrie, en raison de l'isolement du pays au cours de la guerre froide.

### L'arrivée de la cinétographie en France
En France, les premiers stages de notation ont lieu en 1958 et 1959, à Paris, à l'École supérieure d'études chorégraphiques (ESEC), dirigée alors par Théodore d'Erlanger. Ils sont dispensés par Diana Baddeley, ancienne élève et assistante d'Albrecht Knust. Jacqueline Challet-Haas, alors élève à l'ESEC, part en Allemagne en 1960 pour suivre une courte formation intensive en cours particuliers auprès de Knust. De retour en France, elle enseigne la cinétographie à l'ESEC de 1961 à 1986. Elle introduit ensuite la cinétographie dans deux nouveaux départements de danse créés à l'université Paris IV (en 1984) et à l'université Paris VIII (en 1988).
Gilberte Cournand, célèbre mécène et critique de l'époque, échange avec Jacqueline Challet-Haas sur le développement à venir d'un département des études chorégraphiques au Conservatoire national supérieur de musique et de danse de Paris. Après la mort de Jacques Garnier, le leader du projet, Quentin Rouillier (son successeur, directeur des études chorégraphiques jusqu'en 1999) valide en 1990 la création d'un cursus spécifique en cinétographie Laban, qui sera dirigé par Jacqueline Challet-Haas.

### La cinétographie aujourd'hui, en France et dans le monde
Créé en 1959 peu après la mort de Laban, l'International Council of Kinetography Laban se réunit en congrès tous les deux ans afin que les chercheurs et praticiens de ce système d'écriture puissent partager leurs expériences. Cette organisation a pour vocation l'unification et la pérennité du système, notamment en raison des divergences entre kin et lab nées pendant la seconde guerre mondiale (voir plus haut).
Si les principes qui régissent ce système d'écriture n'ont guère évolué depuis les années 1970, le congrès biennal permet aux spécialistes de partager leurs questions et leurs sujets de recherche, de présenter leurs publications ou les travaux de création effectués à partir de la notation.
Ce congrès, qui donne lieu l'année suivante à la publication d'un compte-rendu, se déroule en alternance en Amérique, en Europe et en Asie.
En 2015, cette organisation compte une centaine de membres provenant de plus de 25 pays.
S'il est principalement utilisé dans le domaine de la danse, ce système d'écriture trouve aujourd'hui des applications dans d'autres disciplines s'intéressant au mouvement humain ou anthropomorphe, comme l'éducation, l'anthropologie, les pratiques somatiques ou la recherche .

## Le fonctionnement du système

### La partition
Après avoir étudié très minutieusement les lois de la cinétique humaine et les essais antérieurs d'écriture de la danse, Rudolf Laban a construit son système autour de quatre règles fondamentales, traduites en quatre questions :
- Que se passe-t-il ?
- Quand cela se produit-il ?
- Combien de temps cela dure-t-il ?
- Quelle personne ou quelle partie du corps exécute ce mouvement ?

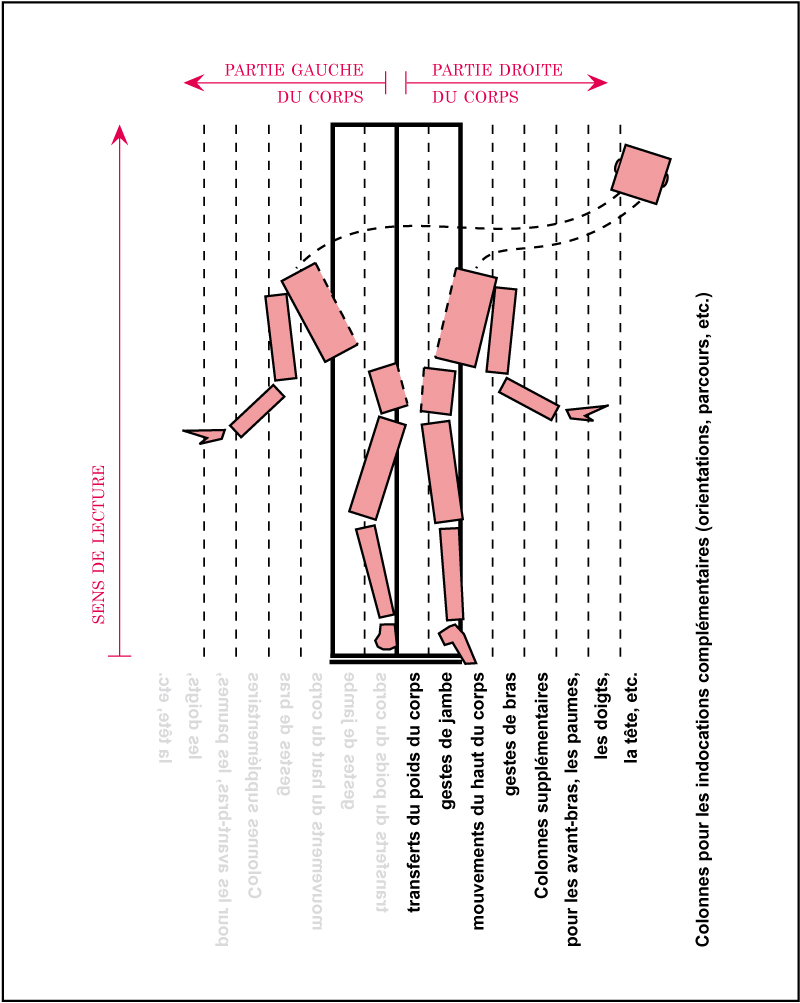
La partition en cinétographie Laban et l'attribution des parties du corps dans leurs colonnes dédiées.

Des symboles sont placés le long d'une portée verticale qui se lit de bas en haut. La ligne verticale centrale renvoie à l'axe longitudinal du corps et rappelle à la fois sa situation verticale et son lien avec la gravité. Les symboles inscrits le long de cette ligne centrale correspondent donc aux appuis au sol (la plupart du temps, les pieds) ; tout ce qui est inscrit à droite de la portée renvoie à la moitié droite du corps, et tout ce qui est inscrit à gauche renvoie à la moitié gauche.

### Les signes de direction
Les principaux symboles sont les signes de direction, qui sont tous dérivés du signe « en place » (le symbole le plus au centre dans le graphique ci-contre).

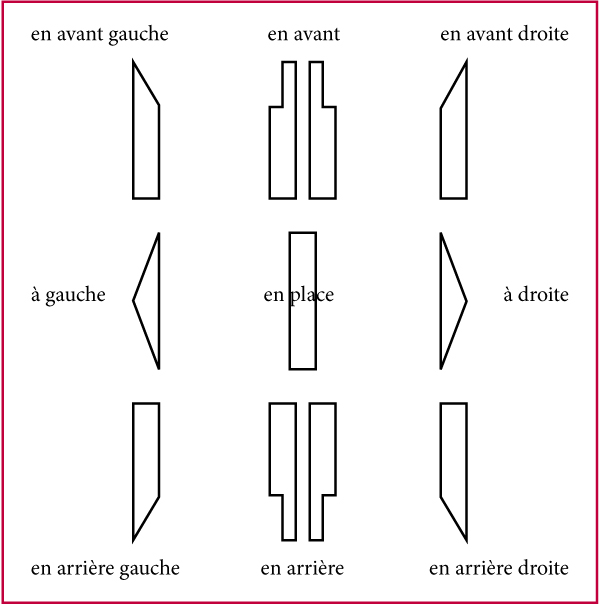
Les signes de direction de base et leur signification

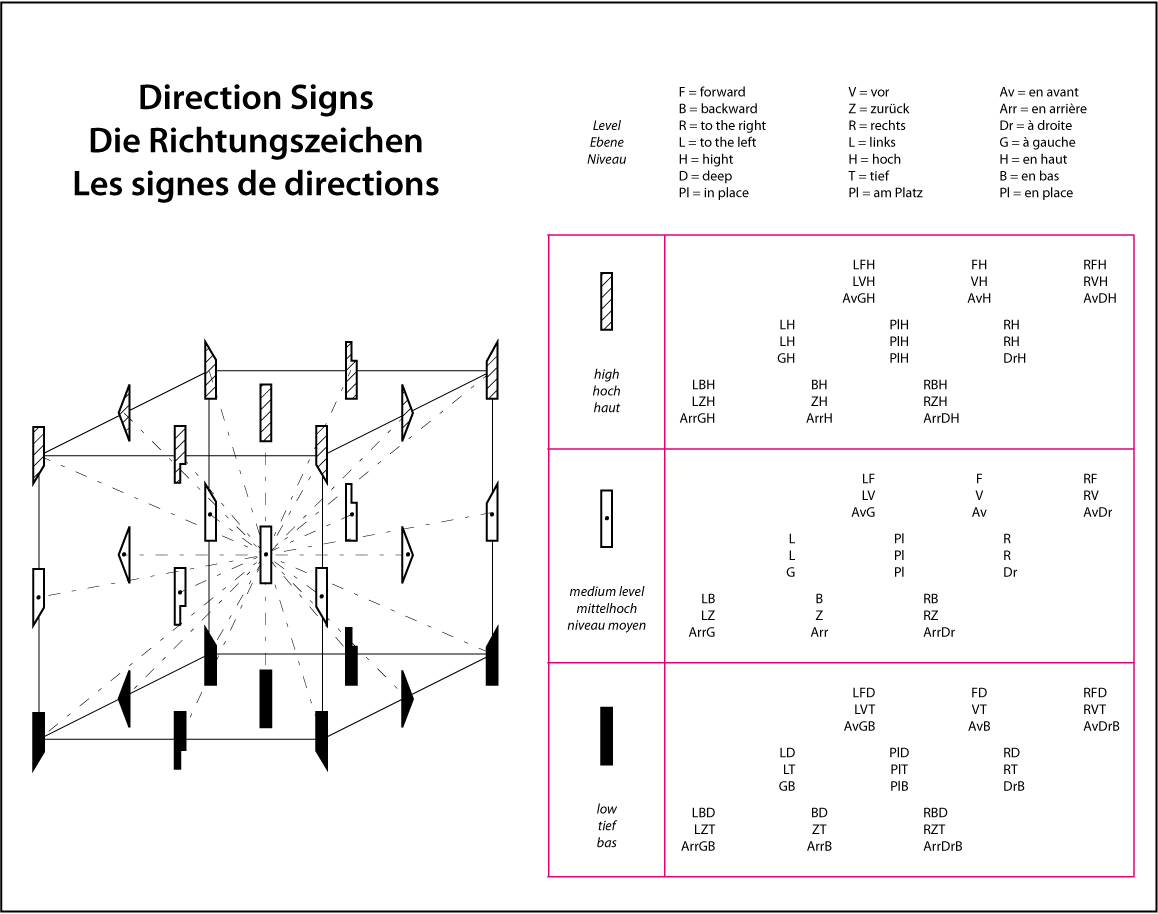
Les 27 signes de direction en cinétographie Laban, rayonnant dans les 3 dimensions à partir du centre

Un même signe de direction indique à la fois :
- La direction du mouvement : en fonction de sa forme et de son motif, comme indiqué sur la figure ci-contre. Ceci répond à la question « Que se passe-t-il ? » ;
- Sa durée : en fonction de la longueur du signe. Ceci répond à la question « Combien de temps cela dure-t-il ? » ;
- La partie du corps concernée par le mouvement : en fonction de la colonne où se trouve le signe ou du symbole de partie du corps qui est juxtaposé au signe. Ceci répond à la question « Quelle personne ou quelle partie du corps exécute ce mouvement ? » ;
- Le placement des signes sur la portée donne la simultanéité des mouvements (lecture horizontale) et leur succession (lecture verticale), et répond donc à la question « Quand cela se produit-il ? »

Les distances, les relations avec des partenaires ou avec des objets, les micro-mouvements ou encore le dessin des déplacements au sol sont indiqués par des signes spécifiques.

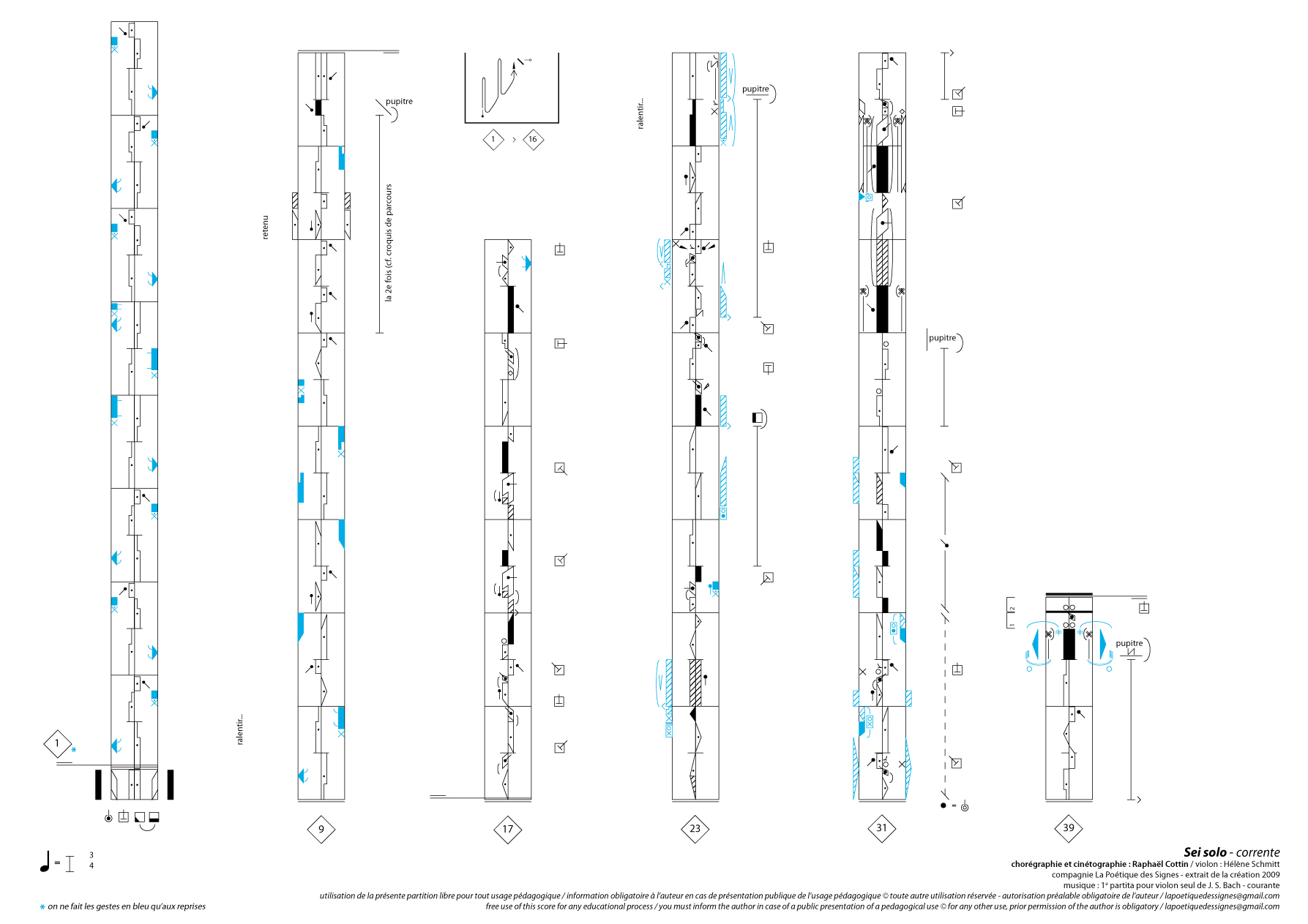
Partition en cinétographie Laban. Extrait de Sei solo, création 2009 de Raphaël Cottin
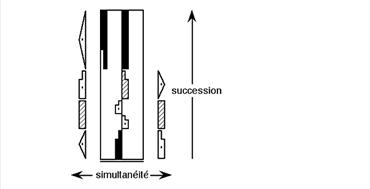
Simultanéité et succession.
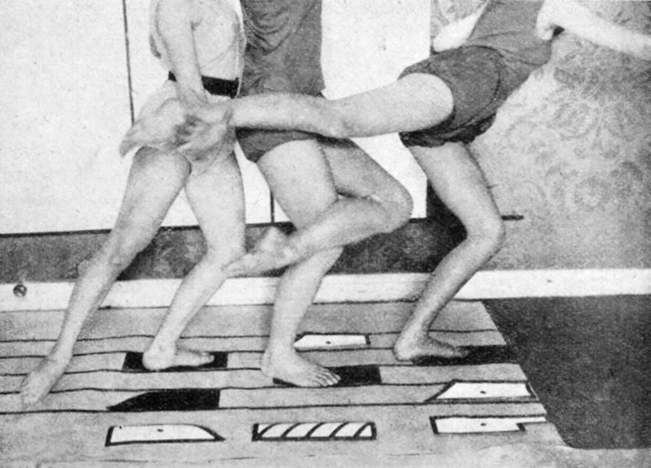
Atelier de danse à partir de la notation Laban, vers 1929
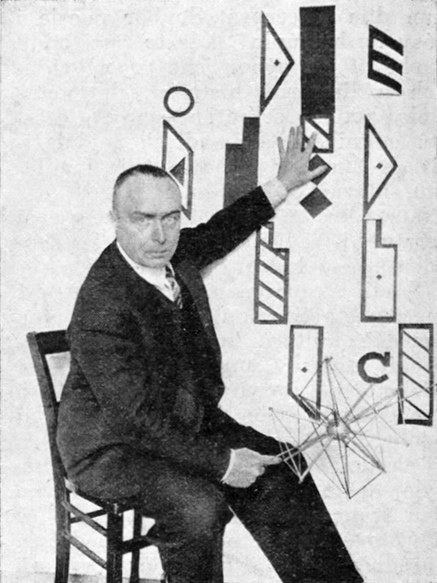
Rudolf Laban et son système de notation, vers 1929

### Formation et documentation sur Internet
- La formation à la cinétographie Laban est assurée en France au Conservatoire national supérieur de musique et de danse de Paris.www.conservatoiredeparis.fr/ > notation-du-mouvement-laban-1er-cycle-superieur/
- La médiathèque du Centre national de la danse, à Pantin, possède de nombreux documents sur la notation du mouvement et particulièrement sur la cinétographie Laban :

1. Vidéo présentant les éléments fondamentaux de la cinétographie Laban et du système de notation Benesh
2. Ressources en ligne - fonds important de partitions numérisées

- Aperçu des notations Laban et Benesh
- Site du Centre national d'écriture du mouvement en cinétographie Laban (CNEM), France
- (en) Introduction à la notation Laban
- (en) Site de l'International Council of Kinetography Laban
- (en) Un éditeur graphique de partitions en notation Laban
- (en) Dictionnaire usuel de cinétographie Laban